# Залесе (Злотовський повіт)
Залесе (пол. Zalesie) — село в Польщі, у гміні Злотув Злотовського повіту Великопольського воєводства.
Населення — 626 осіб (2011).
У 1975-1998 роках село належало до Пільського воєводства.

## Демографія
Демографічна структура станом на 31 березня 2011 року:
|          | Загалом | Допрацездатний вік | Працездатний вік | Постпрацездатний вік |
| -------- | ------- | ------------------ | ---------------- | -------------------- |
| Чоловіки | 313     | 73                 | 222              | 18                   |
| Жінки    | 313     | 80                 | 184              | 49                   |
| Разом    | 626     | 153                | 406              | 67                   |